# Тавастшерн, Вильгельм Генрихович
Вильгельм Генрихович Тавастшерна (фин. August Vilhelm Tawaststjerna; 1807—1875) — русский генерал, участник Крымской войны.

## Биография
Родился в Финляндии 18 (30) сентября 1807 года в Куопио; отец — майор Henrik Conrad Tawaststjerna (19.11.1769—14.10.1823); мать — Maria Juliana Brusin (1787—8.3.1821). Принадлежал к древнему финляндскому дворянскому роду Тавастшерна.
На службу поступил юнкером в 1823 году; 23 мая 1827 года был произведён в первый офицерский чин во 2-й роте 5-го снайперского батальона 3-й финской снайперской бригады; 26 ноября 1828 года переведён в 45-й егерский полк, а 15 марта 1829 года произведён в подпоручики.
Принимал участие в усмирении Польского восстания 1831 года, за отличие был награждён польским знаком отличия за военное достоинство 4-й степени; 26 сентября 1833 года был переведён в пехотный полк Его Величества принца Вильгельма Прусского; произведён в лейтенанты 18 февраля 1834 года; 24 октября 1845 года стал майором. В 1843 году женился; 10 августа 1844 года в Волынской губернии у него родился первый сын, Николай.
В 1849 году он находился в Венгерском походе.
В Восточную войну 1853—1856 годов Тавастшерна участвовал в действиях против союзников на Балтийском море, находясь преимущественно во время блокады Кронштадта соединенным англо-французским флотом на передовом пункте — форте Александра I; со 2 января 1854 года был командиром 5-го резервного батальона пехотного полка, с 1 сентября 1854 года — командиром 7-го резервного батальона полка, а с 3 декабря 1854 года — командиром 4-го снайперского батальона; произведен в подполковники 7 декабря 1854 года. Будучи назначен начальником отряда, находившегося в Фридрихсгаме, успешно отразил в 1855 году нападение неприятеля и был отмечен 23 августа 1855 года производством в полковники.
В 1863 году, с 17 ноября, был назначен командиром 111-го Донского пехотного полка, а 20 октября 1869 года произведён был в генерал-майоры с назначением на должность помощника начальника 4-й пехотной дивизии.
В феврале 1872 года вышел в отставку; скончался в Воронеже 10 (22) января 1875 года.

## Награды
Среди прочих наград Тавастшерна имел ордена:
- Орден Святой Анны 3-й степени (1853)
- Орден Святого Владимира 4-й степени с бантом (1857 год, за беспорочную выслугу 25 лет в офицерских чинах)
- Орден Святого Станислава 2-й степени (1860 год, императорская корона к этому ордену пожалована в 1862 году)
- Орден Святой Анны 2-й степени с мечами (1865 год)
- Орден Святого Владимира 3-й степени (1868 год)

## Семья
Женился 23 октября 1843 года на дочери православного священника в Замостье Николая Самборского — Марии Николаевне (1823—1899), .
Их сыновья:
- Николай (1844—1893, Самарканд) — подполковник, командир 4-го батальона Можайского пехотного полка[4].
- Александр (1849—1851)
- Модест (1853—1854)
- Иодор (1855—1917) — военный инженер, генерал-лейтенант[5];
- Владимир (1861—1915) — артиллерист, генерал-майор[6];
- Александр (1863—1930) — военный юрист, генерал-майор[7];

Дочери: Надежда (1846—1846), Екатерина (1847—1873), Евгения (1852—1892), Надежда (1857—1916), Параскева (1859—1859), Мария (1860—?), Ольга (1864—1864).